# Tęczanka filigranowa
Tęczanka filigranowa, tęczanka Wernera (Iriatherina werneri) – gatunek małej, słodkowodnej ryby z rodziny tęczankowatych (Melanotaeniidae), jedyny przedstawiciel rodzaju Iriatherina. Jest to ryba hodowana w akwariach.

## Odkrycie
Gatunek został odkryty przez niemieckich akwarystów na terenie indonezyjskiej części Nowej Gwinei w 1973, a rok później opisał go naukowo na łamach niemieckiego czasopisma Aquarium Aqua Terra ichtiolog i akwarysta Hermann Meinken.

## Występowanie
Środkowo-wschodnia Nowa Gwinea oraz północna Australia. Przebywają najczęściej w czystych, wolno płynących wodach z bujną roślinnością.

## Wygląd
Niewielka ryba o srebrzystym, silnie bocznie ścieśnionym ciele. Dymorfizm płciowy jest wyraźnie zaznaczony: samce mają znacznie wydłużone promienie drugiej płetwy grzbietowej i płetwy odbytowej, osiągają do 5 cm, a samice do 4 cm długości.

## Tryb życia
Biologia i ekologia tego gatunku jest słabo poznana. Większość danych pochodzi z obserwacji przeprowadzonych w akwariach. W warunkach naturalnych tęczanki Wernera żyją w ławicach złożonych z samic i młodych osobników, wokół których pływają samce. Żywią się glonami, okrzemkami, drobnymi skorupiakami i drobnymi larwami muchówek.

## Warunki hodowlane
Tęczanka filigranowa jest rybą stadną, spokojną, skorą do pływania. W akwarium powinna być trzymana w grupie co najmniej 5 osobników, z innymi towarzyskimi i niedużymi rybami. Wymaga akwarium z dużą przestrzenią do pływania oraz roślinnością rosnącą po bokach zbiornika. Woda powinna być wolna od azotanów, regularnie odświeżana. W akwarium ryba ta przebywa w górnej i środkowej warstwie toni.

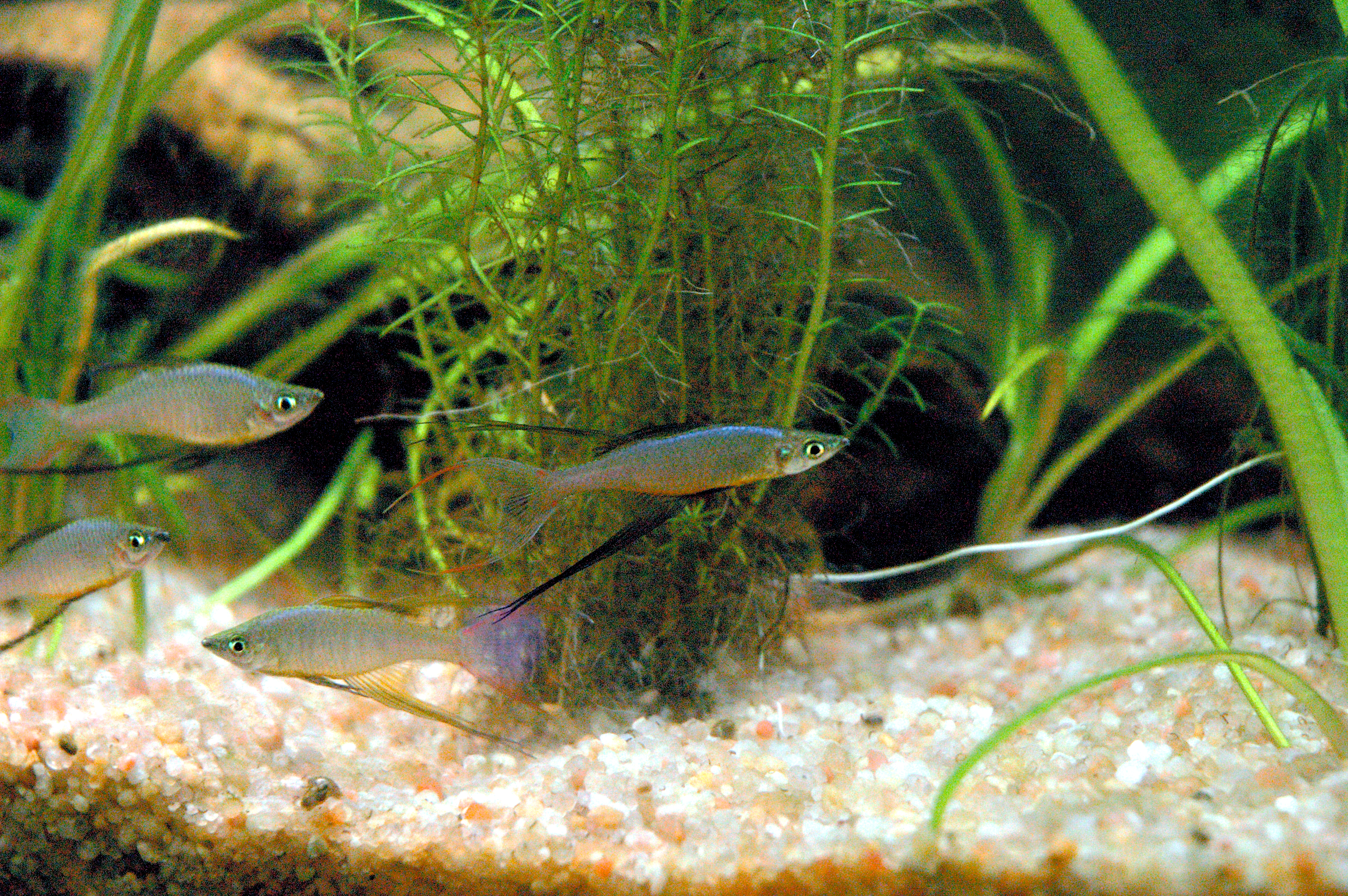

| Zalecane warunki w akwarium | Zalecane warunki w akwarium               |
| --------------------------- | ----------------------------------------- |
| Zbiornik                    | średni                                    |
| Temperatura wody            | 22–30 °C                                  |
| Twardość wody               | miękka 2–8 °n                             |
| Skala pH                    | 5,2–7,5                                   |
| Pokarm                      | drobne skorupiaki, muszki owocowe, płatki |